# Монтевидео: Божественное видение
«Монтевидео: Божественное видение» (серб. Монтевидео, Бог те видео!) — сербский кинофильм 2010 года. В главных ролях снимались Милош Бикович, Петар Стругар, Нина Янкович и Данина Йефтич. Фильм получил значительное внимание со стороны СМИ в течение 2010 года и добился значительных успехов в прокате в Сербии с его премьеры 21 декабря 2010.
Был выдвинут на премию «Оскар» за лучший фильм на иностранном языке, но не прошёл в финальный тур.

## Сюжет
Белград, 1930 год. События фильма повествуют о двух молодых сербских футболистах — бедном, но талантливом Тирке (Милош Бикович) и плейбое Моше (Петар Стругар).
Тирке и Моша становятся друзьями, когда им приходится выйти на матч в составе главной местной команды БСК (Белградский спорт-клуб). Поскольку клубная иерархия сталкивается с проблемой сохранения команды на плаву, появляется возможность создать национальную команду, которая поедет на первый чемпионат мира по футболу в столице Уругвая Монтевидео. Отношения между друзьями обостряются, когда Тирке и Моша сталкиваются с прекрасными женщинами. Провинциалка Роза (Данина Йефтич) влюбляется в Тирке, но ее помешанный на футболе дядя Райко (Милутин Караджич) ссорится с Мошей, который в свою очередь встречается с богатой Валерией (Нина Янкович), а она постоянно настраивает его против Тирке. Однако общая цель сплачивает футболистов и они в составе национальной сборной отправляются на чемпионат.

## В ролях
| Актёр            | Роль                                        |
| ---------------- | ------------------------------------------- |
| Милош Бикович    | Александр «Тирке» Тирнанич                  |
| Петар Стругар    | Благое «Моша» Марьянович                    |
| Нина Янкович     | Валерия                                     |
| Данина Йефтич    | Роза                                        |
| Войин Четкович   | Михайло Андреевич                           |
| Никола Джурицко  | Живкович                                    |
| Бранимир Брстина | Богдан Брица                                |
| Виктор Савич     | капитан команды Милутин Ивкович             |
| Небойша Илич     | тренер команды Бошко «Халтурщик» Симонович  |
| Срджан Тодорович | Бора Йованович                              |
| Милутин Караджич | владелец таверны Райко                      |
| Милан Никитович  | Бранислав Секулич                           |
| Урос Йовчич      | Джордже Вуядинович                          |
| Боян Кривокапич  | Момчило «Гусар» Джокич                      |
| Марко Николич    | Атанас Божич                                |
| Ненад Херакович  | Драгослав «Вампир» Михайлович               |
| Бранислав Лечич  | король Югославии Александр I Карагеоргиевич |
| Драган Петрович  | Фридрих Попс                                |

## Награды и номинации
| Награда                                                                                             | Категория                                 | Номинант           | Результат |
| --------------------------------------------------------------------------------------------------- | ----------------------------------------- | ------------------ | --------- |
| Fipresci Serbia 2010                                                                                |                                           |                    |           |
| Лучший актёр                                                                                        | Милош Бикович                             | Номинация          |           |
| Лучшая актриса                                                                                      | Данина Йефтич                             | Номинация          |           |
| Лучшая актриса                                                                                      | Нина Янкович                              | Номинация          |           |
| Лучший фильм                                                                                        | Intermedia Network                        | Победа             |           |
| Лучший режиссёр                                                                                     | Драган Бьелогрлич                         | Победа             |           |
| Лучшая операторская работа                                                                          | Горан Воларевич                           | Победа             |           |
| Лучший сценарий                                                                                     | Ранко Бозич и Срджан Драгоевич            | Победа             |           |
| Лучший производственный дизайн                                                                      | Неманья Петрович                          | Победа             |           |
| Popularity Oscars 2010                                                                              | Лучшая кинокартина                        | Intermedia Network | Победа    |
| THE MEN awards 2010                                                                                 | Проект года                               | Intermedia Network | Победа    |
| MTV Movie Awards 2011                                                                               | Лучший фильм                              | Intermedia Network | Победа    |
| Московский международный кинофестиваль 2011                                                         | Приз зрительских симпатий                 | Intermedia Network | Победа    |
| Кинофестиваль в Пуле                                                                                | Специальное упоминание                    | Intermedia Network | Победа    |
| Sopot Film Festival 2011                                                                            | Лучший производственный дизайн            | Nemanja Petrovic   | Победа    |
| Фестиваль спортивных фильмов "Атлант" 2011                                                          | Лучший полнометражный фильм о спорте      | Intermedia Network | Победа    |
| Leskovac International Film Festival LIFFE 2011                                                     | Приз зрительских симпатий за лучший фильм | Intermedia Network | Победа    |
| Two Riversides Film and Art Festival 2011                                                           | Приз зрительских симпатий                 | Intermedia Network | Победа    |
| 10-й Международный фестиваль спортивного кино Красногорский                                         | Гран-при                                  | Intermedia Network | Победа    |
| 30th World FICTS Challenge - Beijing Worldwide Final of Championship of Cinema and Sport Television | Guirlande D'Honneur                       | Intermedia Network | Победа    |
| Nis Film Festival 2011                                                                              |                                           |                    |           |
| Лучший актёр - 'Constantine The Great Award'                                                        | Милош Бикович                             | Победа             |           |
| Лучший дебют                                                                                        | Петар Стругар                             | Победа             |           |
| FIPRESCI Award                                                                                      | Виктор Савич                              | Победа             |           |
| Лучшая комедийная роль                                                                              | Бранимир Брстина                          | Победа             |           |
| Актёр вечера                                                                                        | Предраг Васич                             | Победа             |           |

## Телевизионная версия
Телевизионная версия фильма, включавшая в себя 5 часов материала, не показанного в театральной версии, транслировалась по каналу РТС 1 в виде сериала из 9 эпизодов в феврале 2012 года по понедельникам.
В Хорватии фильм был показан на канале RTL Televizija в июле 2013 года.